# Юнона (растение)
Юно́на (лат. Juno, от имени древнеримской богини Юноны) — род травянистых растений семейства Ирисовые (Iridaceae), распространённый в Северной Африке и Средиземноморье, на Кавказе, в Западной и Средней Азии.
Часто этот род рассматривается в составе рода Iris L. (Iris subg. Scorpiris).

## Ботаническое описание

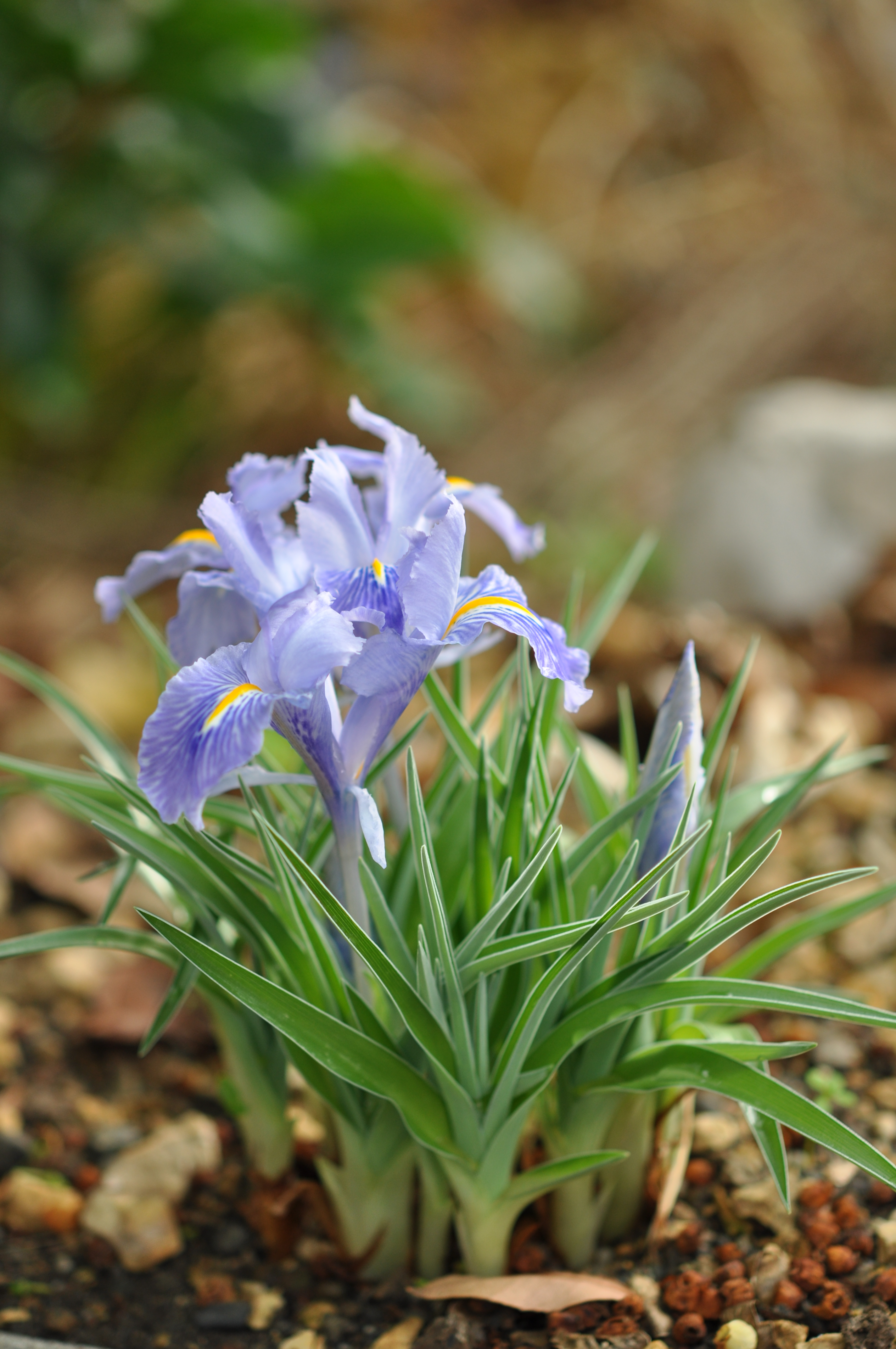

Многолетние травянистые луковичные растения. Луковица из 3—5 (7) мясистых, большей частью несросшихся, и нескольких плёнчатых кроющих чешуй. Корни шнуровидные или более или менее веретеновидно утолщённые, в период летнего покоя не отмирающие. Стебель облиственный; молодой — заключён в 1—3 безлистные, плёнчатые влагалища. Листья двурядные, узкожелобчатые или широкожелобчатые, большей частью серповидно отогнутые.
Цветки зигоморфные, двусторонне симметричные, верхушечные или пазушные, обоеполые, жёлтые, голубые, белые или фиолетовые. Околоцветник правильный, из 6 неодинаковых листочков, сросшихся в трубку. Наружные листочки околоцветника более или менее отклонённые, с цельным или рассечённым гребнем на пластинке, иногда доходящим почти до основания ноготка; ноготки крылатые или бескрылые, с параллельными краями или расширенные в центре, постепенно или резко переходящие в пластинку. Внутренние листочки околоцветника сильно уменьшенные, в 2—3 раза короче наружных, вниз отогнутые или распростёртые горизонтально. Тычинки свободные, в числе 3, прикрепленные при основании наружных листочков околоцветника, со столбиком не сросшиеся; пыльники прикреплены основанием. Завязь трёхгнёздная, с многочисленными семяпочками. Столбик рассечён до основания на 3 лепестковидные, на конце двулопастные ветви. Рыльце клапановидное. Плод — многосемянная, на верхушке раскрывающаяся по трём створкам коробочка. Семена почти шаровидные или слегка угловатые.

## Виды
Род включает около 70 видов, некоторые из них:
- Juno albomarginata (R.C.Foster) Vved. ex M.B.Crespo, Mart.-Azorín & Mavrodiev
- Juno atropatana (Grossh.) Czerep.
- Juno baldshuanica (O.Fedtsch. & B.Fedtsch.) Vved. — Юнона бальджуанская
- Juno bucharica (Foster) Vved. — Юнона бухарская
- Juno capnoides Vved.
- Juno caucasica (M.Bieb.) Kotschy — Юнона кавказская
- Juno drepanophylla (Aitch. & Baker) Rodion.
- Juno fosteriana (Aitch. & Baker) Rodion. — Юнона Фостера
- Juno graeberiana (Sealy) Soják — Юнона Гребера
- Juno hippolyti Vved. — Юнона Ипполита
- Juno inconspicua Vved.
- Juno issica (Siehe) Kamelin
- Juno khassanovii (Tojibaev & Turginov) M.B.Crespo, Mart.-Azorín & Mavrodiev
- Juno kopetdagensis Vved.
- Juno kuschakeviczii (B.Fedtsch.) P.Poliakov
- Juno leptorrhiza Vved. — Юнона тонкокоренная
- Juno linifolia (Regel) Vved. — Юнона льнолистная
- Juno linifoliiformis Khalk.
- Juno magnifica (Vved.) Vved. — Юнона великолепная
- Juno maracandica Vved. — Юнона самаркандская
- Juno narbutii (O.Fedtsch.) Vved. — Юнона Нарбута
- Juno narynensis (O.Fedtsch.) Vved. — Юнона нарынская
- Juno nicolai Vved. — Юнона Николая
- Juno orchioides (Carrière) Vved. — Юнона орхидная
- Juno palaestina Klatt
- Juno parvula Vved. — Юнона мелкая
- Juno persica (L.) Tratt. typus
- Juno planifolia (Mill.) Asch.
- Juno popovii Vved. — Юнона Попова
- Juno pseudocapnoides (Rukšāns) M.B.Crespo, Mart.-Azorín & Mavrodiev
- Juno pseudocaucasica (Grossh.) Rodion.
- Juno rodionenkoi Lazkov & Naumenko
- Juno rosenbachiana (Regel) Vved. — Юнона Розенбаха
- Juno schischkinii (Grossh.) Czerep.
- Juno subdecolorata (Vved.) Vved. — Юнона обесцвеченная
- Juno svetlanae Vved.
- Juno tadshikorum Vved. — Юнона таджикская
- Juno tubergeniana (Foster) Vved. — Юнона Тубергена
- Juno vicaria Vved. — Юнона замещающая
- Juno victoris (F.O.Khass., Khuzhan. & Rakhimova) M.B.Crespo, Mart.-Azorín & Mavrodiev
- Juno vvedenskyi (Nevski ex Woronow & Popov) Nevski
- Juno warleyensis (Foster) Vved. — Юнона уэрлийская
- Juno willmottiana (Foster) Vved. — Юнона Уиллмотта
- Juno zaprjagajevii N.V.Abramov
- Juno zenaidae Vved.